# Waarheid en Recht
Waarheid en Recht (Estisch: Tõde ja õigus) is een vijfdelige boekenreeks geschreven door de Estse auteur A.H. Tammsaare. Het werk werd geschreven tussen 1926 en 1933 en wordt beschouwd als zijn bekendste werk en een van de fundamenten van de Estse literatuur.

## Inhoud
Het boek volgt de evolutie van Estland, van een provincie van het Russische Rijk tot een onafhankelijke natie. Tammsaare baseerde het verhaal gedeeltelijk op zijn eigen leven en richtte zich op de contrasten tussen de stedelijke middenklasse en hardwerkende boeren. De protagonist, Indrek Paas, verlaat een boerderij om naar de stad te verhuizen, getuigt van opstanden en omwentelingen, probeert vrede te vinden in het huwelijk en het levensstijl van de midden- en hogere klasse, maar keert teleurgesteld terug naar zijn wortels voor een nieuwe start.
De boekenreeks kan worden gezien als een grondig overzicht van de ontwikkelingen in de Estse samenleving tussen ongeveer 1870 en 1930. Het geeft een episch panorama van zowel de landelijke als stedelijke samenlevingen van die tijd weer. Tammsaare's hoofdidee was dat het onder de toen geldende omstandigheden onmogelijk was om een harmonie tussen waarheid en rechtvaardigheid te bereiken. Hoewel veel personages ernaar streven, zal niemand deze bestemming bereiken.

## Verfilming
In 2019 werd het eerste boek van de serie aangepast tot een film, geregisseerd door Tanel Toom. De film ontving positieve kritieken en werd een van de best bekeken films ooit in de Estse bioscopen. De film werd opgenomen in het A.H. Tammsaare-museum.